# Stenoplastis flavinigra
Stenoplastis flavinigra är en fjärilsart som beskrevs av Paul Dognin 1910. Stenoplastis flavinigra ingår i släktet Stenoplastis och familjen tandspinnare. Inga underarter finns listade i Catalogue of Life.